# Deolinda
Deolinda [diuˈlĩdɐ] ist eine populäre portugiesische Musikgruppe, die durch den Fado und dessen traditionelle Herkunft beeinflusst wurde.

## Geschichte
Das musikalische Projekt dieser Gruppe begann im Jahr 2006, als die Brüder Pedro da Silva Martins und Luís José Martins ihrer Cousine Ana Bacalhau, die damals Sängerin der Gruppe Lupanar war, anboten, vier ihrer komponierten Lieder zu singen. Als sie erkannten, dass die Stimme der Cousine perfekt zu den Texten und der Melodie passt, luden sie auch José Pedro Leitão, den Bassisten von Lupanar (jetzt Ehemann von Ana Bacalhau), ein, der Gruppe beizutreten, und Deolinda wurde gegründet.
Das Lied Contado Ninguém Acredita (dt. Keiner glaubt mir) wurde in die CD Novos Talentos (dt. Neue Talente) (2007) aufgenommen; eine Kompilation, die von der bekannten Handelskette FNAC in Portugal produziert und vertrieben wurde.
Am 21. April 2008 wurde das Debüt-Album Canção ao Lado (dt.: Lied von nebenan) veröffentlicht und erreichte Ende Oktober 2008 mit dem dritten Platz der offiziellen Charts der Associação Fonográfica Portuguesa seine beste Platzierung in Portugal. Zusammen mit einem Wiedereinstieg in die Charts und zwei Platzierungen zuvor war es damit insgesamt vier Wochen in der Hitparade vertreten.
Im Oktober 2008 erreichte das Album Goldstatus, im Dezember wurde es mit Platin ausgezeichnet und im Jahr 2009 erreichte es Doppel-Platin, was den Verkauf von mehr als 40.000 Einheiten bedeutet.
Am 2. März 2009 begann die europaweite Vermarktung des Albums Canção ao Lado durch den Vertrieb World Connection. Im April 2009 erreichte es Platz 8 der World Music Charts Europe, und im Mai stieg es auf Platz 4 der gleichen Charts.
Ebenfalls im April 2009 begann die Gruppe ihre erste Europa-Tournee. Sie spielten in mehreren Ländern, wie z. B. in Holland, Deutschland und der Schweiz, und bei Rückkehr nach Portugal auch mehrere Konzerte in Städten wie Porto, Braga und Barcelos.
Das Album Canção ao Lado wurde bei einer Umfrage des Radiosenders Antena 3 auf Platz 10 der Hörer-Bestenliste gewählt. Diese Umfrage nach dem besten portugiesischen Album in den Jahren 1994 bis 2009 wurde im April 2009 durchgeführt, und die Teilnehmer konnten aus einer Liste mit 100 Vorschlägen auswählen.
Am 23. April 2010 veröffentlichte die Band ihr nächstes Album mit dem Titel Dois Selos e Um Carimbo (dt. Zwei Briefmarken und ein Stempel), dessen einzige Singleauskopplung das Lied Um Contra o Outro (dt. einer gegen den anderen) wurde. Dieses zweite Album erreichte direkt Platz 1 der portugiesischen Albumcharts und wurde im November 2010 mit Platin ausgezeichnet.
Das Lied Parva que Sou (dt. Wie blöd ich bin), das im Januar 2011 bei vier Konzerten im Coliseu dos Recreios in Lissabon sowie in Porto erstmals gespielt und auch als Video live aufgenommen wurde, wurde durch seinen ironisch-kritischen Text über arbeitslose junge Menschen unmittelbar zur Hymne einer ganzen Generation.
Nach Veröffentlichung von zwei weiteren Alben, Mundo Pequenino sowie Outras Histórias und zahlreichen Konzerten in Portugal, Lateinamerika sowie anderen Ländern, kündigte die Gruppe im November 2017 eine Pause auf unbestimmte Zeit an.

## Diskografie

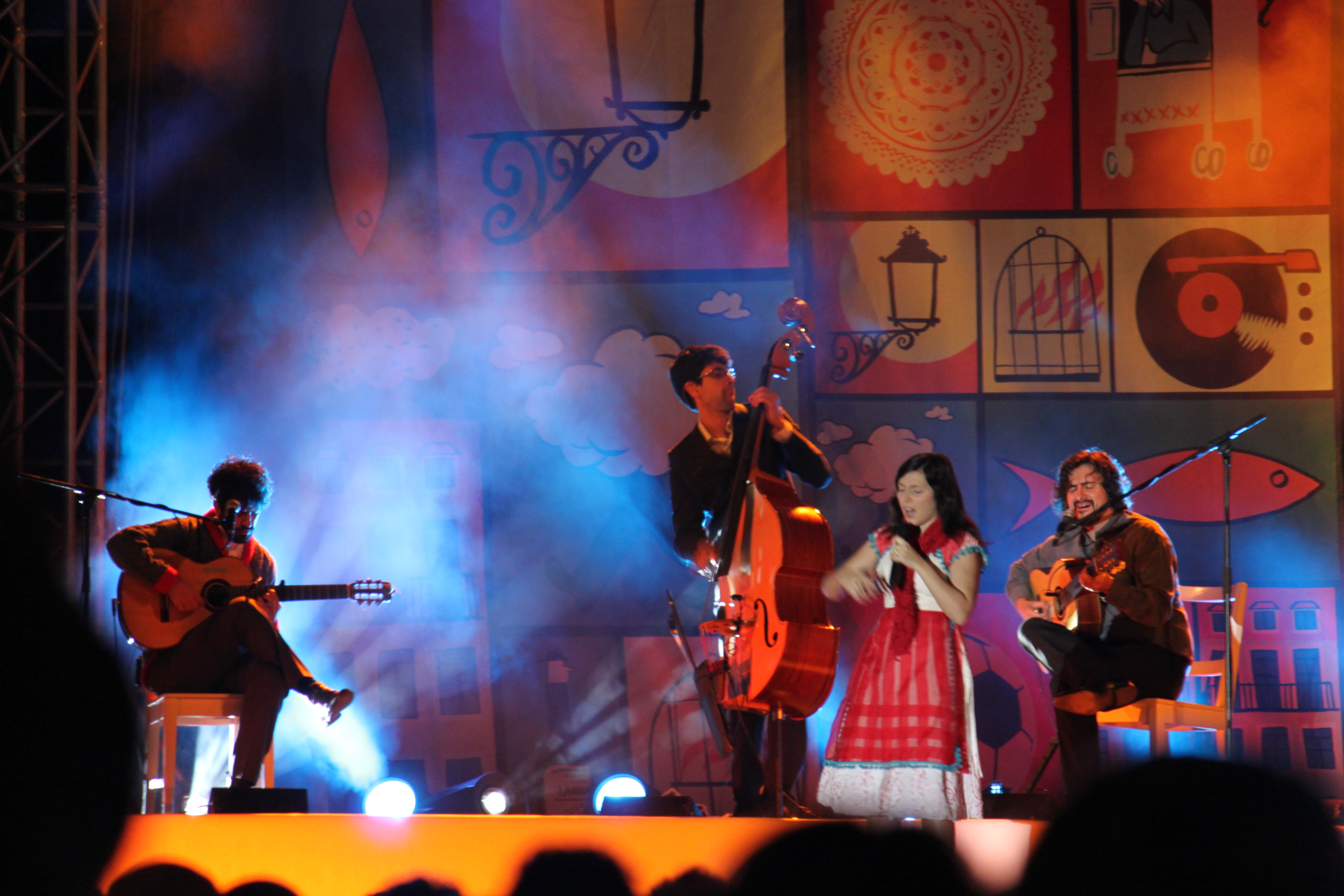
Deolinda live in Oeiras, Portugal (2011)

### Studioalben
- 2008: Canção ao Lado (CD, iPlay[13]/ World Connection[14])
- 2010: Dois Selos e Um Carimbo (EMI Music Portugal)
- 2013: Mundo Pequenino (Pid)
- 2016: Outras Histórias

### Auf Kompilationen
- 2007: Novos Talentos (mit dem Lied "Contado Ninguém Acredita")
- 2008: Feitiço de Amor - Banda Sonora (mit dem Lied "Fado Toninho")
- 2008: Fado Sempre! Ontem, Hoje e Amanhã! (mit dem Lied "Fado Toninho")
- 2009: Elas, as Melhores Vozes Femininas Portuguesas (mit dem Lied "Clandestino")
- 2010: Beginners Guide to Fado (mit dem Lied "Clandestino")

## Ehrungen und Preise
Am 17. Mai 2009 gewann die Gruppe in der Kategorie "Bester Newcomer des Jahres" in der XIV. Gala einen Globo de Ouro. Die vier Künstler gewannen in der Gruppe der Künstler oder Gruppen, die 2008 ihr erstes Album veröffentlichten, und traten gegen Gruppen wie z. B. Classificados, Per7ume und Rita Redshoes an. Gleichzeitig waren sie in der Gala in der Kategorie "Beste Gruppe" nominiert, gemeinsam mit Da Weasel, Mesa und dem Gewinner Buraka Som Sistema.
2011 gewannen sie den Globo de Ouro erneut, diesmal als Beste Gruppe des Jahres.